# 安妮塔·朗斯伯勒
安妮塔·朗斯伯勒（英語：Anita Lonsbrough，1941年8月10日—），英国女子游泳运动员。她曾代表英国参加1960年和1964年夏季奥林匹克运动会游泳比赛，其中1960年奥运会获得一枚金牌。